# Heavenly Sword
Heavenly Sword jest exclusivem wydanym na konsolę PlayStation 3. Gra została stworzona przez Ninja Theory i a następnie wydana przez Sony Computer Entertainment. Swoją premierę miała 12 września 2007 roku w USA, natomiast w Europie 14 września tego samego roku. Charakteryzuje się bardzo krótkim czasem przejścia gry (około 5-8 godzin).

## Rozgrywka
Rozgrywka przypomina typową grę Hack and slash z elementami sztuk walki. Główna postać wykonuje specjalne ataki i sekwencje ciosów po naciśnięciu odpowiednich klawiszy w danym momencie. Gra ma zbliżoną rozgrywkę do God of War na Playstation 2 oraz Ninja Gaiden na Xbox 360.
Główna bohaterka, Nariko używa tytułowego miecza Heavenly Sword (Niebiański Miecz). Gracz może dowolnie przełączać pomiędzy trzema trybami - uniwersalnym (tzw. postawa niebiańskiej szybkości), o dużym polu rażenia (tzw. postawa niebiańskiego zasięgu) oraz silnym (postawa niebiańskiej mocy).